# Filósofos pluralistas

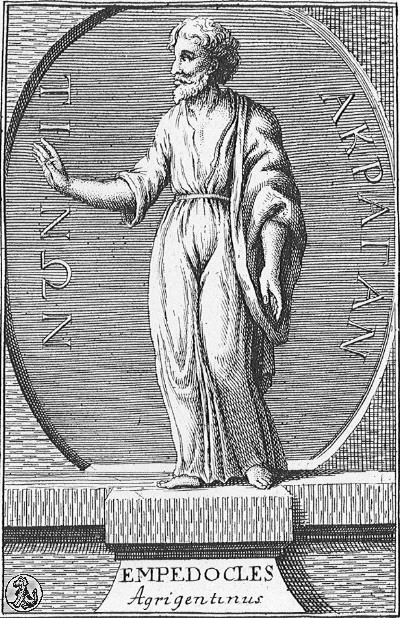
Empédocles

Los filósofos pluralistas eran aquellos filósofos con una norma  de principios como lo hacía Empédocles que hablaba de que su arjé (principio básico) eran los cuatro elementos y también ponía otros dos: el amor y el odio porque, había algo que atraía (amor) y algo que separaba (odio).
Anaxágoras afirma que el cosmos es fruto de dos principios: una masa compacta e inerte de semillas (spérmata, u homeomerías en la denominación que usó Aristóteles). Introdujo en la explicación del origen del cosmos un ser inteligente al que llamó Nous: el Nous dotó de movimiento a esa masa quieta y logró que las semillas comenzaran a disgregarse y a chocar entre sí dando lugar a las cosas que hay en la naturaleza. Según Anaxágoras, en todas las cosas hay semillas de todas las cosas.
Luego estaban los atomistas como Leucipo y Demócrito que hablaban de los átomos, de que todo estaba hecho de algo que no podíamos ver a simple vista, que estaba en todo y que había diferentes tipos de átomos y por eso eran diferentes las cosas. Entre esta corriente de nuevos pensamientos, los pluralistas se muestran más alejados de los aspectos míticos, no como los monistas. Los pluralistas resaltaron el predominio de causas naturales como únicas fuerzas generadoras del cosmos.